# Уолш (округ)
Округ Уолш (англ. Walsh County) располагается в штате Северная Дакота, США. Официально образован в 1881 году. По состоянию на 2013 год, численность населения составляла 11 104 человека.

## География
По данным Бюро переписи США, общая площадь округа равняется 3 351,463 км2, из которых 3 320,383 км2 — суша, и 12,000 км2, или 0,960 % — это водоёмы.

## Население
По данным переписи населения 2000 года в округе проживает 12 389 жителей в составе 5029 домашних хозяйств и 3319 семей. Плотность населения составляет 4,00 человека на км2. На территории округа насчитывается 5757 жилых строений, при плотности застройки около 2,00-х строений на км2. Расовый состав населения: белые — 94,86 % (в том числе чехи и поляки около 16%), афроамериканцы — 0,33 %, коренные американцы (индейцы) — 1,02 %, азиаты — 0,19 %, гавайцы — 0,02 %, представители других рас — 2,51 %, представители двух или более рас — 1,07 %. Испаноязычные составляли 5,65 % населения независимо от расы.
В составе 30,60 % из общего числа домашних хозяйств проживают дети в возрасте до 18 лет, 55,10 % домашних хозяйств представляют собой супружеские пары, проживающие вместе, 7,50 % домашних хозяйств представляют собой одиноких женщин без супруга, 34,00 % домашних хозяйств не имеют отношения к семьям, 31,30 % домашних хозяйств состоят из одного человека, 15,20 % домашних хозяйств состоят из престарелых (65 лет и старше), проживающих в одиночестве. Средний размер домашнего хозяйства составляет 2,39 человека, и средний размер семьи 3,00 человека.
Возрастной состав округа: 24,90 % — моложе 18 лет, 6,50 % — от 18 до 24, 25,00 % — от 25 до 44, 24,20 % — от 45 до 64, и 24,20 % — от 65 и старше. Средний возраст жителя округа — 41 год. На каждые 100 женщин приходится 100,00 мужчин. На каждые 100 женщин старше 18 лет приходится 96,90 мужчин.
Средний доход на домохозяйство в округе составлял 33 845 USD, на семью — 41 619 USD. Среднестатистический заработок мужчины был 28 080 USD против 19 961 USD для женщины. Доход на душу населения составлял 16 496 USD. Около 7,70 % семей и 10,90 % общего населения находились ниже черты бедности, в том числе — 12,20 % молодежи (тех, кому ещё не исполнилось 18 лет) и 8,80 % тех, кому было уже больше 65 лет.